# Референдар коронний
Референдар коронний (іноді, референдарій, референдар великий коронний; пол. Referendarz koronny, лат. Referendarius Regni) — центральний несенаторський уряд Королівства Польського та Речі Посполитої.

## Історія
Спершу референдарі виконували функції судових двірських урядників та засідали в надвірному королівському суді поряд із сенаторами-асесорами. В міру занепаду уряду надвірного судді референдарі зміцнили свій вплив.
Вперше коронного референдаря призначив 1507 року король Сигізмунд I Старий, згідно з уставою цього року було узаконено його функції. У Короні передбачалося існування посад 2-х референдарів — світського та духовного (із дорадчими функціями). З 1775 року з-поміж референдарів були обрані секретарі Постійної ради та її Департаменту закордонних справ.

## Обов'язки
Референдарі постійно були присутніми при дворі монарха, приймаючи приватних осіб, а потім передавали їхні прохання та скарги до канцлера та короля. Після того, як монарх розглядав прохання чи скаргу, референдар повідомляв про його рішення зацікавленій стороні.
Референдарі мали докладно вивчати судові справи та вносити до надвірного королівського суду пропозиції щодо їхнього розв'язання. Устава 1538 року чітко регламентувала юрисдикцію референдарів, передбачала їхнє засідання в надвірних судах, де особисто судив король, але не наділила референдарів самостійними судовими повноваженнями. Проте в 1550–1560-х роках референдарі скріплювали власним підписом вироки чи інші судові документи, що стосувалися королівських підданих.
Близько 1600 року референдарі стали очільниками референдарського суду, який вирішував широке коло питань, що стосувалися внутрішнього життя королівських маєтків — королівських сіл, королівських селян та їхніх взаємин із державцями, посесорами, старостами, шляхтою, магнатами, церквою. Вони також засідали в асесорських, реляційних і сеймових судах.

## Деякі відомі референдарі коронні

### Світські
- Анджей Тенчинський (1512—1515)
- Валентій Дембінський (1544—1551)
- Ян Оцеський (з 1545 р.)
- Миколай Фірлей (1576—1589)
- Іван-Томаш Дрогойовський (1589—1605)
- Фелікс Криський (1606—1609)
- Пйотр Ожґа (з 1621 р.)
- Максиміліан Пшерембський (1624—1633)
- Ян Анджей Морштин (1658–1668)
- Станіслав Антоній Щука (1688—1699)
- Ян Шембек (1699–1702)
- Станіслав Матеуш Жевуський (1703—1706)
- Стефан Потоцький (з 1710 р.)
- Северин Юзеф Жевуський (1738—1750)
- Яцек Малаховський (1764–1780)

### Духовні
- Якуб Уханський (з 1538)
- Пйотр Тиліцький (1591–1595)
- Мацей Пстроконський (1599—1605)
- Генрик Фірлей (примас) (з 1605)
- Генрик Фірлей (єпископ) (1625—1632)
- Петро Гембицький (1633—1635)
- Ян Стефан Виджга (1652)
- Миколай Пражмовський (1652—1658)
- Юзеф Анджей Залуський (з 1728)
- Антоній Миколай Радзивілл (1767—1773)